# ميخائيل عواد
ميخائيل حنا عواد (1912 - 1996)، هو مؤرخ وكاتب وباحث عراقي ملقب بـ «الخالدي الأصغر»، ولد في الموصل عام 1912م وبها تلقى علومه الأولية ثم واصل دراسته في بغداد، وتخرج من دار المعلمين الابتدائية عام 1943م، وعمل بالتدريس ثم في أعمال إدارية بوزارة المعارف حتى تقاعده. وهو الأخ الأصغر لكوركيس عواد.

## من مؤلفاته
ترك تراثاً كبيراً حيث شملت كتاباته وبحوثه مختلف أوجه الحضارة، فله 14 كتاباً، و8 نصوص محققة، ونحو 170 دراسة في التراث العربي. من مؤلفاته:
- الموسيقى والغناء في العصر العباسي.
- صور مشرقة من حضارة بغداد في العصر العباسي.
- دير فُنى موطن الوزراء (1939).
- المآخذ في بلاد الروم والإسلام (1948).
- صور من حضارة العراق في العصور السالفة، صناعة الزجاج والبلور (1962).
- ألف ليلة وليلة، مرآة الحضارة في العصر الإسلامي (1962).
- أبو تمام الطائي، حياته وشعره في المراجع العربية والأجنبية (1971). (بالاشتراك مع أخيه كوركيس).
- الخليل بن أحمد الفراهيدي، حياته وآثاره في المراجع العربية والأجنبية (1972). (بالاشتراك مع أخيه كوركيس).
- رائد الدراسة عن المتنبي (1979). (بالاشتراك مع أخيه كوركيس).
- رسوم دار الخلافة تأليف أبي الحسين هلال بن المحسن، (حققه عام 1964).
- أقسام ضائعة من كتاب تحفة الامراء في تاريخ الوزراء تأليف هلال بن المحسن الصابي، (حققه عام 1948).

وكتب أخرى...

## روابط خارجية
- ميخائيل عواد على موقع أرشيف الشارخ.